# (34037) 2000 OZ27
2000 OZ27 (asteroide 34037) é um asteroide da cintura principal. Possui uma excentricidade de 0.11069640 e uma inclinação de 15.25653º.
Este asteroide foi descoberto no dia 24 de julho de 2000 por LINEAR em Socorro.